# المتحولون (سلسلة أفلام)
المتحولون هي سلسلة من أفلام الخيال العلمي المستوحاة من مجموعة ألعاب للأطفال بنفس الإسم أنتجتها شركة هاسبرو الأمريكية عام 1984. صدر من السلسلة حتى الآن سبعة أفلام كان أولها في عام 2007، و هو فيلم المتحولون، ثم تلاه فيلم إنتقام الساقطين الذي صدر عام 2009، ثم فيلم الجانب المظلم للقمر الذي صدر عام 2011، ثم فيلم عصر الإنقراض الصدر عام 2014، و تبعه فيلم الفارس الأخير الذي صدر عام 2017، ثم فيلم بامبلبي الذي صدر عام 2018، و صدر آخر أفلام السلسلة في عام 2023 بعنوان صعود الوحوش. أخرج الأفلام الخمس الأولى من سلسلة المتحولون المخرج الأمريكي مايكل بي، و الذي شارك أيضا في إنتاج الفيلمين اللاحقين، بينما كان ترافيس نايت هو من أخرج الفيلم السادس بامبلبي، و كان فيلم صعود الوحوش، و هو الفيلم السابع و الأحدث في هذه السلسلة من إخراج ستيفن كابل جونيور.
ساهمت شركة دريم ووركس بيكتشرز في إنتاج أول فيلمين من أفلام سلسلة المتحولون، في حين تولت شركة باراماونت بيكتشرز توزيع جميع أفلام السلسلة. حققت أفلام السلسلة بشكل عام نجاحا كبيرا من حيث الإيرادات، إذ تجاوزت إيرادات فيلمي الجانب المظلم للقمر و عصر الإنقراض المليار دولار أمريكي لكل منهما، و كان فيلم عصر الإنقراض هو الأعلى من حيث الإيرادات بين أفلام عام 2014، و تحتل السلسلة حتى الآن المرتبة الرابعة عشرة في قائمة سلاسل الأفلام التي حققت أعلى إيرادات، إذ بلغ إجمالي إيرادات أفلام السلسلة السبع حتى الآن 5.28 مليار دولار أمريكي. أما على مستوى النقد، فقد تلقى فيلم بامبلبي مراجعات إيجابية من النقاد، على حين تباينت آراء النقاد حول باقي أفلام السلسلة.

## أفلام السلسلة
| اسم الفيلم          | تاريخ أول عرض في الولايات المتحدة الأمريكية | المخرج            | كتاب السيناريو                                                 | المؤلف                                             | المنتجون                                                                               |
| ------------------- | ------------------------------------------- | ----------------- | -------------------------------------------------------------- | -------------------------------------------------- | -------------------------------------------------------------------------------------- |
| المتحولون           | 3 يوليو 2007                                | مايكل بي          | روبرتو أورسي، أليكس كورتزمان                                   | جون روجرز، روبرتو أورسي، أليكس كورتزمان            | دون مورفي، توم ديسانتو، لورنزو دي بونافينتورا، يان برايس، مارك فاراديان                |
| انتقام الساقطين     | 24 يونيو 2009                               | مايكل بي          | إيرين كروغر، روبرتو أورسي، أليكس كورتزمان                      | إيرين كروغر، روبرتو أورسي، أليكس كورتزمان          | دون مورفي، توم ديسانتو، لورنزو دي بونافينتورا، يان برايس، مارك فاراديان                |
| الجانب المظلم للقمر | 29 يونيو 2011                               | مايكل بي          | إيرين كروغر                                                    | إيرين كروغر                                        | دون مورفي، توم ديسانتو، لورنزو دي بونافينتورا، يان برايس، مارك فاراديان                |
| عصر الانقراض        | 27 يونيو 2014                               | مايكل بي          | إيرين كروغر                                                    | إيرين كروغر                                        | دون مورفي، توم ديسانتو، لورنزو دي بونافينتورا، يان برايس، مارك فاراديان                |
| الفارس الأخير       | 21 يونيو 2017                               | مايكل بي          | كين نولان، أرت ماركوم ومات هولوواي                             | كين نولان، أرت ماركوم ومات هولوواي، أكيفا جولدسمان | دون مورفي، توم ديسانتو، لورنزو دي بونافينتورا، يان برايس، مارك فاراديان                |
| بامبلبي             | 21 ديسمبر 2018                              | ترافيس نايت       | كريستينا هودسون                                                | كريستينا هودسون                                    | دون مورفي، توم ديسانتو، لورنزو دي بونافينتورا، مايكل بي، مارك فاراديان                 |
| صعود الوحوش         | 9 يونيو 2023                                | ستيفن كابل جونيور | جون هويبر، جوبي هارولد، جوش بيترز، إيرليش هويبر، دارنيل ميتاير | جوبي هارولد                                        | دون مورفي، توم ديسانتو، لورنزو دي بونافينتورا، مايكل بي، مارك فاراديان، دونكان هندرسون |
| ترانسفورمرز ون      | 20 سبتمبر 2024                              | جوش كولي          | إريك بيرسون، أندرو بارير، جابرييل فيراري                       | إريك بيرسون، أندرو بارير، جابرييل فيراري           | دون ميرفي، توم ديسانتو، لورنزو دي بونافينتورا، مايكل بي، مارك فاهراديان، آرون ديم      |

### المتحولون(2007)
جاءت فكرة فيلم المتحولون عندما كان المنتج دون مورفي يخطط لإنتاج فيلم مقتبس من سلسة ألعاب جي آي جو التي أنتجتها شركة هاسبرو، ولكنه عدل عن الفكرة بعدما قامت الولايات المتحدة الأمريكية بغزو العراق في مارس (أذار) 2003، واقترحت شركة هاسبرو عليه إنتاج فيلم مستوحى من مجموعة ألعابها ترانسفورمرز بدلاً من ذلك. كان المنتج توم ديسانتو محبا لهذه المجموعة من الألعاب، ودفعه ذلك للتعاون مع دون مورفي على كتابة الفيلم، وبعد أن التقيا بكاتب القصص المصورة سيمون فورمان، قررا أن يستلهما شخصيات الفيلم من رسوم الجيل الأول الكرتونية والقصص المصورة الخاصة به. اختار توم ديسانتو كتابة معالجة الفيلم من وجهة نظر إنسانية لكي يشارك الجمهور الشخصيات في مشاعرهم، بينما أراد دون مورفي أن يحتوي الفيلم على لمحة واقعية كما في أفلام الكوارث. ضمت معالجة الفيلم شخصيات الألعاب الرئيسية مثل وحدات الأوتوبوتات أوبتيموس برايم، وآيرونهايد، وجاز، وبرول، وأرسي، وراتشيت، وويلجاك، وبامبلبي، ووحدات الديسيبتيكون ميجاترون، وستارسكريم، وساوند ويف، ورافاج، ولازربيك، ورامبل، وسكايوارب، وشوك ويف. اختار دون مورفي وتوم ديسسانتو في البداية للفيلم عنوان «مصفوفة الخلق»، ولكن بسبب سلسلة أفلام المصفوفة الشهيرة، قرر دون مورفي بعد ذلك تغيير الاسم إلى «المتحولون».
كتب جون روجرز المسودة الأولى للفيلم، والتي اعتمدت على وجود أربعة أوتوبوتات في مواجهة أربعة ديسيبتيكونات كما ضمت سفينة الفضاء آرك. وفي عام 2004 تعاقد ستيفن سبيلبرغ الذي كان من محبي القصص المصورة والألعاب على المشاركة في الفيلم كمنتج منفذ، ثم أختير كل من روبرتو أورسي وأليكس كورتزمان، والذان كانا من محبي الرسوم المتحركة لكتابة سيناريو الفيلم في فبراير (شباط) 2005. واقترح ستيفن سبيلبيرغ جعل القصة تدور بشكل رئيسي حول الصبي وسيارته، وهو المقترح الذي نال إعجاب روبرتو أورسي وأليكس كورتزمان إذ سمح لهما بالتطرق في السيناريو إلى موضوعات مثل البلوغ ومسؤولياته وهي الأشياء التي عبرا عنها من خلال سيارة الصبي، على حين كانت شخصيات سام وميكايلا هي الإضافة الوحيدة التي قدمها روبرتو أورسي وأليكس كورتزمان في المسودة الأولى للفيلم. كان المقترح المبدأي في هذه المسودة ألا يكون هناك أي حوار على لسان المتحولين في الفيلم، إذ خشي صناع الفيلم من أن تبدو الروبوتات الناطقة سخيفة، غير أن كتاب الفيلم رأوا أنه لو لم يجعلوا الروبوتات تتحدث فإن الفيلم لن ينال إعجاب القاعدة العريضة من المشاهدين. كانت المسودة الأولى تتضمن أيضًا مشهد حول معركة تدور في منطقة الأخدود العظيم الواقعة في الشمال الغربي من ولاية أريزونا الأميركية. قرأ ستيفن سبيلبرغ المسودات الأولى التي قدمها روبرتو أورسي وأليكس كورتزمان، وأعطى بعض الملاحظات لتحسين السياريو، وعلى الرغم من ذلك، استمر الكتاب في إضافة التعديلات طيلة فترة إنتاج الفيلم، فأضافوا على سبيل المثال جملا حوارية إضافية على لسان الروبوتات أثناء مرحلة مزج الصوت، غير أنها حذفت بعد ذلك ولم تظهر في الفيلم النهائي، والذي كانت مدته أقصر بحوالي خمس عشرة دقيقة من المدة المقررة له في السيناريو الأولي. ظلت القصص المصورة التي كتبها فورمان، والتي نشرتها مؤسسة دورلينج كيندرسلي، بمثابة مصدر إلهام لكتاب الفيلم طيلة فترة الإنتاج. استخدم العنوان «التوجيه المباشر» كعنوان أولي للفيلم خلال فترة الإنتاج، وهو نفس العنوان الذي استخدم أيضًا لأول كتاب مصور مأخوذ عن فيلم المتحولون، والذي نشرته مؤسسة دريمويف برودكشنز.
عرض ستيفن سبيلبيرغ في 30 يوليو (تموز) 2005 على مايكل بي أن يتولى إخراج الفيلم. رفض مايكل بي في البداية إخراج الفيلم إذ كان يراه فيلما سخيفا من وجهة نظره، ولكنه قبل إخراج الفيلم في نهاية الأمر بسبب رغبته في العمل مع ستيفن سبيلبيرغ، وبسبب زيارته لشركة هاسبرو، والتي غيرت وجهة نظره بشأن الفيلم، ولكنه لم يعجب كثيرا بالمسودة الأولية التي قدمها له كتاب الفيلم حيث رآها هزلية للغاية، مما دفعه إلى إجراء بعض التعديلات التي زادت من دور الجيش في القصة. استوحى الكتاب بعض شخصيات رجال الجيش في الفيلم من شخصيات لعبة جي آي جو لشخصيات الجنود، مع الحرص على عدم خلط العلامات التجارية. وبسبب مخاوف روبرتو أورسي وأليكس كورتزمان من أن يبدو الفيلم في النهاية وكأنه يروج لدعاية عسكرية ما، فقد قررا أن يجعلا رجال الجيش في الفيلم يعتقدون بأن دولًا مثل إيران كانت وراء هجوم الديسيبتيكون بالإضافة إلى جعل الديسيبتيكون مركبات عسكرية في المقام الأول. استوحى مايكل بي مشهد كفاح لينوكس للوصول إلى خط هاتف البنتاغون من واقعة حقيقية وصفها له جندي أمريكي كان يعمل معه في فيلم آخر.
تخلى روبرتو أورسي وأليكس كورتزمان عن شخصيات بعض الروبوتات التي كانت موجودة في المسودة الأولى، واختاروا في النهاية الشخصيات الأكثر شعبية بين صناع الفيلم قبل اختيار طاقم تمثيل الفيلم النهائي، وعلى الرغم من ذلك فقد اختيرت معظم شخصيات الديسيبتيكونات من البداية قبل تطوير أسمائهم أو كتابة أدوارهم في الفيلم لكي تبدأ شركة هاسبرو في تصميم هذه الشخصيات، غير أن مايكل بي اضطر في بعض الأحيان إلى تغيير أسماء بعض الشخصيات بسبب تسريبها خلال فترة إنتاج الفيلم، وكانت شخصيات أوبتيموس وميجاترون وبامبلبي وستارسكريم هي الشخصيات الوحيدة التي لم تتأثر بتلك التغييرات وظلت كما هي خلال جميع مراحل كتابة السيناريو، على حين حذفت شخصيات أخرى من السيناريو مثل شخصية أرسي المرأة المتحولة التي قدمها روبرتو أورسي وأليكس كورتزمان في نسخ السيناريو الأولى، ولكنها حذفت لاحقا بعدما وجد الكتاب صعوبة في شرح مفهوم النوع والجنس بالنسبة للروبوت؛ كما أن مايكل بي لم يعجبه شكل دراجتها النارية، والتي وجدها صغيرًا جدًا. كذلك تخلى كتاب العمل في هذا الفيلم عن تضمين فكرة جعل الديسيبتيكونات يضربون أماكن متعددة حول العالم في وقت واحد، وعلى الرغم من ذلك فقد استخدت هذه الفكرة لاحقًا في الأجزاء التالية من الفيلم.

### انتقام الساقطين (2009)
حقق فيلم المتحولون نجاحا جماهيريا كبيرا، وهو ما دفع شركة باراماونت برودكشنز في سبتمبر (أيلول) 2007 للكشف عن موعد طرح الجزء الثاني من الفيلم في يونيو (حزيران) 2009. كان الإضراب الذي أعلنه كتاب أمريكا في عامي 2007-2008، بالإضافة إلى الإضرابات المحتملة لنقابة المخرجين الأمريكيين ونقابة ممثلي الشاشة، من بين الأسباب التي أخرت صدور الجزء الثاني من أفلام سلسلة المتحولون. صدر الفيلم في النهاية بعنوان «انتقام الساقطين»، وتضمن بعض مشاهد الحركة التي كانت قد حذفت من الفيلم السابق بسبب محدودية الميزانية، مثل الطريقة التي أعيد بها تقديم أوبتيموس في هذا الفيلم. بلغت ميزانية إنتاج فيلم انتقام الساقطين 200 مليون دولار أمريكي، وهو ما يزيد بمقدار 50 مليون دولار عن الفيلم السابق الصادر في عام 2007. كان الكاتبان روبرتو أورسي وأليكس كورتزمان قد رفضا في البداية العمل على كتابة جزءًا ثانيا من الفيلم معللين ذلك بازدحام جدول أعمالهما، فعرض منتجو الفيلم في مايو (أيار) 2007 على عدد من الكتاب الآخرين كتابة الفيلم دون أن يتوصل معهم لاتفاق حاسم، قبل أن يتمكن في النهاية من إقناع روبرتو أورسي وأليكس كورتزمان باستكمال كتابة ذلك الجزء من الفيلم. كما تعاقد منتجو الفيلم أيضًا مع إيرين كروغر، والذي كان صديقا لروبرتو أورسي وأليكس كورتزمان، ليكون الثلاثة معا فريق كتابة نظير أن يتقاضوا 8 ملايين دولار أمريكي. توقفت عملية كتابة سيناريو الفيلم لبعض الوقت بسبب إضراب نقابة الكتاب الأمريكية خلال عامي 2007 و2008، ولكن لتجنب التأخير في إنتاج الفيلم، فقد عكف الكتاب الثلاثة لمدة أسبوعين على كتابة معالجة لسيناريو الفيلم، والتي استطاعوا تسليمها في الليلة السابقة لبدء الإضراب، واستطاع مايكل بي بدء العمل على تنفيذ الفيلم في ضوء الخطوط العريضة التي قدمتها له هذه المعالجة، والتي حولها إلى نص مكون من ستين صفحة، وأضاف لها المزيد من الدعابات والمشاهد المضحكة، كما بدأ في اختيار معظم الشخصيات الجديدة التي سيتم تضمينها في القصة. استغرق الكتاب الثلاثة نحو أربعة أشهر لكي ينتهوا من كتابة السيناريو، وقد أجبرهم مايكل بي على قضاء كل هذه المدة وهم حبيسين داخل غرفتين بنفس الفندق، على أن يلتقيا مرتين يوميا لمناقشة ما يكتبوه مع بعضهم البعض.
بنى روبرتو أورسي حبكة هذا الجزء حول الأوتوبوتات التي أصبحت تفكر في العيش على كوكب الأرض لعدم قدرتهم على استعادة السيطرة على كوكب سايبرترون. أراد روبرتو أورسي موازنة عنصر الكوميديا في الفيلم مع نهج الجدية وجو المؤامرة الذي تميزت به أسطورة المتحولون، كما أراد أن تركز القصة في هذا الجزء بصورة أكثر توازنا على كل من الروبوتات والبشر، وأن تكون المخاطر أعلى، وأن تكون عناصر الخيال العلمي أكثر بروزًا، بينما رأى مايكل بي أن الفيلم سينال إعجاب الجمهور بصورة أكبر إذا تضمن أحداثا أكثر قتامة.
أدلى لورينزو دي بونافينتورا في تصريحات صحفية له أثناء العمل على إنتاج الفيلم أن هناك حوالي أربعين روبوتًا يظهرون خلال أحداث الفيلم، على حين صرح سكوت فارار أحد العاملين بشركة إندستريال لايت آند ماجيك التي كانت مسؤولة عن تصميم وتنفيذ المؤثرات البصرية للفيلم أن عدد الروبوتات التي تظهر في الفيلم لا يقل عن ستين روبوتًا. كان توم ديسانتو منتج الفيلم ينوي تقديم الدينوبوتات لأول مرة ضمن هذا الفيلم، كما أراد مايكل بي تقديم حاملة الطائرات التي لم تظهر في فيلم عام 2007، غير أن الفيلم النهائي لم يظهر فيه الدينوبوتات ولا حاملة الطائرات، وبرر روبرتو أورسي استبعادهما من السيناريو النهائي للفيلم بأنهم لم يستقروا على اختيار شكل الدينوبوتات، ولم يجدوا مبررا لإقحام حاملة الطائرات في القصة، كما أنه، وبشكل شخصي، لم يكن يحب الديناصورات، ولم يجد مبررا في القصة لأن يلجأ المتحولون إلى تمويه نفسهم أمام مجموعة من الزواحف، ومع ذلك فقد أصبح أكثر شغفًا بالديناصورات أثناء تصوير الفيلم بسبب شعبيتهم الكبيرة بين الجمهور، وصرح بأنه يُمكن أن تتضمن أفلام المتحولون اللاحقة دينوبوتات في المستقبل بمجرد أن يكون الجمهور العام مستعدا لتقبل الأمر بالكامل، بينما لم يكن مايكل بي يرى أنه من الجيد ظهور الدينوبوتات في أفلام السلسلة. كان فيلم انتقام الساقطون هو آخر فيلم في السلسلة تتولى توزيعه شركة دريم ووركس برودكشنز.

### الجانب المظلم للقمر (2011)
أعلن مايكل لوتشي وشركة باراماونت في 16 مارس (آذار) 2009، وقبل عرض فيلم انتقام الساقطين، إن الفيلم الثالث في سلسلة المتحولون سوف يُطرح بتقنية أيماكس ثلاثية الأبعاد في الأول من يوليو (تموز) 2011، وهو التصريح الذي فاجأ مايكل بي إذ كان ينوي أن يستريح لمدة عام قبل أن يُطرح الفيلم الثالث في الأول من يوليو (تموز) 2012 وليس في 2011، ولكن مع الموعد الجديد الذي حددته الشركة المنتجة لإصدار الفيلم، وجد نفسه مضطرا لبدء التحضير للفيلم بداية من سبتمبر (أيلول) 2009. كذلك رفض كاتبا السيناريو روبرتو أورسي وأليكس كورتزمان، اللذان شاركا في كتابة السيناريو للفيلمين السابقين، العمل على كتابة سيناريو الفيلم الثالث، وصرح أليكس كورتزمان أن السلسلة رائعة للغاية وتستحق ضخ دماء جديدة يُمكنها أن تأتي بمزيد من الأفكار بعد أن استنفذ مع زميله ما لديهم من أفكار، ولم يكن لديهما أية مقترحات حول ما الذي يُمكنهما تقديمه بعد ذلك. وبانسحاب روبرتو أورسي وأليكس كورتزمان، أصبح إيرين كروغر، الذي اشترك معهما قبل ذلك في كتابة السيناريو لفيلم انتقام الساقطين، هو كاتب السيناريو الوحيد لفيلم الجانب المظلم للقمر. وبالفعل قام إيرين كروغر بعقد اجتماعات متكررة مع منتجي المؤثرات البصرية في شركة إندستريال لايت آند ماجيك، والذين اقترحوا إضافة بعض عناصر المؤامرة إلى الحبكة في مشاهد تشيرنوبيل.
كانت شركة باراماونت قد تعاقدت مع شركة إندستريال لايت آند ماجيك لتنفيذ المؤثرات البصرية للفيلم عقب النجاح الكبير الذي حققته الشركة في فيلم أفاتار باستخدام التقنيات ثلاثية الأبعاد، وأراد المنتجون في شركة باراماونت النظر في إمكانية تصوير فيلم المتحولون التالي بتقنية ثلاثية الأبعاد. لم يكن مايكل بي مقتنعا في بداية الأمر بإدخال التقنية ثلاثية الأبعاد إلى فيلمه ظنا منه أنها لا تناسب أسلوبه، ولكنه اقتنع بذلك بعد عدة محادثات أجراها مع المخرج الكندي جيمس كاميرون مخرج فيلم أفاتار الذي استطاع إقناعه بكونها طريقة أخرى ممتعة لنقل المشاعر الشخصية. وبالفعل قامت الشركة بإجراء الاختبارات اللازمة لإدخال التقنية إلى الفيلم. كان المخرج مايكل بي مترددًا في التصوير باستخدام كاميرات ثلاثية الأبعاد لأنه وجدها في الاختبار مرهقة للغاية بالنسبة لأسلوبه في التصوير، لكنه لم يرغب في تنفيذ التقنية في مرحلة ما بعد الإنتاج أيضًا لأنه لم يكن راضيًا عن النتائج. وبالإضافة إلى استخدام قواعد الكاميرا ثري-دي فيوجن التي طورها جيمس كاميرون مع طاقمه، فقد أمضى باي مع طاقم العمل الخاص به تسعة أشهر في تطوير كاميرا أخرى ثلاثية الأبعاد أكثر قابلية للنقل بحيث يسهل إحضارها إلى موقع التصوير.
وفي الأول من أكتوبر (تشرين الأول) 2009، كشف المخرج مايكل بي أن فيلم الجانب المظلم للقمر قد دخل بالفعل مرحلة ما قبل الإنتاج، وأن موعد إصداره سيكون في الأول من يوليو 2011، كما سبق أن أعلنت الشركة المنتجة وليس في عام 2012. استقر صناع الفيلم على اختيار «الجانب المظلم للقمر» ليكون الاسم النهائي للفيلم، والذي كشف عنه في أكتوبر (تشرين الأول) 2010. كان مايكل بي قد واجه انتقادات وأراء سلبية من النقاد بعد صدور فيلمه السابق انتقام الساقطين، وبرغم أنه أقر بعيوب سيناريو الفيلم السابق، فقد ألقى باللوم على إضراب نقابة الكتاب الأمريكية الذي جرى خلال عامي 2007 و2008 مما أوقع الفيلم في العديد من المشاكل، ووعد بعدم تكرار تقديم الكوميديا السخيفة في فيلمه التالي، الذي قرر أن يمنحه بعدا أعمق في الأساطير لخلق المزيد من المساحة لتطوير الشخصيات، ولجعله أكثر قتامة وعاطفية. في يوم عرض فيلم الجانب المظلم للقمر، أعلن بطل الفيلم شيا لابوف أنه سيكون آخر الأفلام التي يشارك فيها ضمن سلسلة المتحولون.

### عصر الانقراض (2014)
كشف المنتج دي بونافينتورا في فبراير (شباط) 2012 أنه بصدد العمل على إنتاج الفيلم الرابع ضمن سلسلة المتحولون، والذي من المقرر طرحه رسميا في 2014 بالتعاون مع مايكل بي. وفي نفس اليوم أعلن كل من شركة باراماونت بيكتشرز والمخرج مايكل بي عن أن الموعد المقرر لطرح الفيلم سيكون في 27 يونيو (حزيران) 2014. تعاقدت الشركة مع إيرين كروغر كاتب سيناريو الفيلم السابق لكتابة سيناريو الفيلم، كما تعاقدت مع ستيف جابلونسكي لتأليف موسيقى الفيلم، وكان هو نفسه من قام بتأليف موسيقى الفيلم السابق أيضًا، واستبدلت الشخصية الرئيسية في الفيلم، والتي لعب دورها الممثل شيا لابوف في الأفلام الثلاثة السابقة من السلسلة، بشخصية كيد ييغر كشخصية رئيسية جديدة للفيلم، وأسند أداء دورها للممثل مارك والبيرج، ثم بدأ البحث اعتبارا من نوفمبر (تشرين الثاني) 2012 عن ممثلين لآداء الشخصيات الرئيسية الأخرى. كانت إيزابيل كورنيش ونيكولا بيلتز وغابرييلا وايلد ومارغريت كوالي هن أبرز المرشحات للعب دور تيسا ييغر ابنة كيد بيغر، بينما كان لوك غريمز ولاندون ليبوارون وبرينتون ثويتس وجاك رينور وهنتر باريش هم أبرز المرشحين للعب دور شين دايسون صديق تيسا الذي يقود سيارة السباق. وفي النهاية كشف مايكل بي عبر موقعه على شبكة الإنترنت عن التعاقد مع جاك رينور لتجسيد دور شين دايسون، لكي ينضم جاك رينور إلى طاقم عمل الفيلم فعليا في 8 يناير (كانون الثاني) 2013، وفي 26 مارس (آذار) 2013، اختيرت نيكولا بيلتز لدور البطولة النسائية في الفيلم. كشف مايكل بي لموقع كولايدر بعد ذلك عن انضمام الممثل ستانلي توتشي إلى طاقم التمثيل بالفيلم، كما صرح بأن الفيلم سيكون أول فيلم روائي طويل يتم تصويره باستخدام كاميرات إيماكس الثلاثية الأبعاد الرقمية الأصغر حجمًا. وفي 1 مايو (أيار) 2013، اختير الممثل كيلسي جرامر للعب دور هارولد أتينجر الذي يمثل الشخصية الشريرة في الفيلم. وفي 6 مايو (أيار) 2013، اختيرت الممثلة صوفيا مايلز لأداء دور مساند، كما اختير في نفس الشهر كل من الممثلة الصينية لي بينغبينغ والممثل الكوميدي تي جاي ميلر لينضما إلى طاقم تمثيل الفيلم. كان الدور الذي أسند إلى تي جاي ميلر هو دور الميكانيكي والصديق المقرب للبطل، وكان من المقرر أن يتولى بيتر كولين، والذي أدى صوت أوبتيموس برايم في الأفلام الثلاث السابقة، أداء نفس دوره، كما عرض على تيريس جيبسون أن يستمر في الأداء الصوتي لشخصية الرقيب. روبرت إبز، والتي سبق له أن أداها في الأفلام الثلاثة السابقة، بينما اعتذر جلين مورشاور، والذي كان من المقرر له أن يستمر في أداء نفس دوره كما في الأفلام الثلاثة السابقة، عن المشاركة في الفيلم الرابع بسبب تعاقده على فيلمين آخرين، وصرح لاحقًا أنه لن يتمكن من العودة لأداء نفس الدور قبل الفيلم التالي. تبدأ أحداث قصة فيلم عصر الانقراض بعد خمس سنوات من أحداث فيلم الجانب المظلم للقمر. كان من المتوقع أن يبدأ مايكل بي في تصوير الفيلم بمجرد أن ينتهي من تصوير فيلم ألم وربح، وهو فيلم آخر كان مايكل بي يخرجه في ذلك الوقت. وكان من المفترض أن يتم تصوير فيلم عصر الانقراض في لندن بداية من شهر أبريل (نيسان) 2013 وحتى نوفمبر (تشرين الثاني) 2013 بميزانية بلغت حوالي 165 مليون دولار أمريكي. بدأ تصوير فيلم عصر الانقراض في يونيو (حزيران) 2013، في مدن ديترويت، وشيكاغو، وأوستن، ولوس أنجلوس، وهونج كونج، وصدر الفيلم رسميا في 27 يونيو (حزيران) 2014.

### الفارس الأخير (2017)
كشف موقع ددلاين هوليوود في مارس (أذار) 2015 أخبارا عن أن شركة باراماونت بيكتشرز بصدد الاتفاق مع أكيفا جولدسمان لتقديم أفكار جديدة للأجزاء التالية من سلسلة أفلام المتحولون. كانت الشركة تعتزم التخطيط لعدد من الأفلام التالية ضمن السلسلة على غرار ما فعله جيمس كاميرون مع شركة تونتيث سينتشري فوكس عندما خططا لثلاثة أفلام تالية دفعة واحدة من سلسلة أفاتار، أو ما فعلته شركة ديزني عندما أرادت إحياء سلسلة أفلام حرب النجوم. كان هدف الشركة هو خلق عالم خاص بالمتحولين يُضاهي عالم مارفل السينمائي الذي خلقته شركة ديزني بالتعاون مع ستوديوهات مارفل، وعالم دي سي الخاص بشركة دي سي كوميكس وستوديوهات وارنر برذرز. بدأ أكيفا غولدسمان العمل مع المخرج مايكل بي والمنتج المنفذ ستيفن سبيلبرغ والمنتج لورينزو دي بونافينتورا بإعداد ورشة كتابة ضمت كل من كريستينا هودسون وليندسي بير وأندرو بارير وغابرييل فيراري (الذي شارك من قبل في كتابة سيناريو فيلم الرجل النملة) وروبرت كيركمان (مؤلف كتاب الموتى السائرون) وآرت ماركوم ومات هولواي وزاك بين (الذي شارك من قبل في كتابة سيناريو فيلم انتفاضة ضمن سلسلة حافة الهادي) وجيف بينكنر (الذي شارك من قبل في كتابة سيناريو الجزء الثاني من فيلم الرجل العنكبوت المذهل) وكين نولان وجينيفا روبرتسون-دوريت لطرح أفكار جديدة للسلسلة. اضطر روبرت كيركمان الانسحاب من ورشة الكتابة بعد يوم واحد فقط لكي يخضع لجراحة في الحلق. أعلنت الشركة في يوليو (تموز) 2015 عن اختيار أكيفا غولدسمان وجيف بينكنر لكتابة سيناريو الجزء الخامس من سلسلة المتحولون، والذي عُرض باسم «الفارس الأخير». أضطر أكيفا غولدسمان بعد ذلك الانسحاب من كتابة سيناريو الفيلم تحت وطأة التزاماته بإنشاء ورش كتابة أخرى لأفلام جي آي جو وميكرونوتس مما دفع شركة باراماونت إلى بدء التفاوض في 20 نوفمبر (تشرين الثاني) 2015 مع آرت ماركوم ومات هولواي (الذان شاركا من قبل في كتابة سيناريو فيلم آيرون مان)، وكين نولان (الذي شارك من قبل في كتابة سيناريو فيلم سقوط الصقر الأسود) لكتابة سيناريو الفيلم، ثم ضمت الشركة لاحقا ليندسي بير وجينيفا روبرتسون-دوريت أيضًا إلى فريق الكتابة.
كان مايكل بي قد قرر من قبل التوقف عن إخراج أي أفلام جديدة ضمن سلسلة المتحولون بعد انتهائه من فيلم عصر الانقراض، ولكنه صرح خلال مقابلة صحفية أجراها مع مجلة رولينج ستون في أوائل يناير (كانون الثاني) 2016 أنه سيعود لإخراج الفيلم الخامس من سلسلة المتحولون، وأنه سيكون آخر فيلم من إخراجه ضمن هذه السلسلة. لم يكشف مايكل باي عن اسم الفيلم الجديد إلا في 17 مايو (أيار) 2016 عندما نشر عبر حسابه الرسمي على موقع إنستغرام مقطع فيديو إنتاجي يُظهر لقطة مقربة لوجه أوبتيموس برايم بلون وجه متغير وعيون أرجوانية بدلاً من العيون الزرقاء، كما نشر عبر حسابه الرسمي على موقع إكس (تويتر سابقا) مقطع فيديو قصير مدته 19 ثانية تضمن كلمات كتبت باستخدام شفرة مورس كانت ترجمتها تقول «سأأتي إليك في 31 مايو (أيار)». وفي 31 مايو (أيار) 2016، أعلن عن عودة شخصية ميغاترون في هذا الجزء من سلسلة المتحولون. أنفقت شركة باراماونت بيكتشرز 80 مليون دولار على الإنتاج في ولاية ميشيغان، كما حصلت على 21 مليون دولار كدعم من الولاية بموجب اتفاقيات أبرمت قبل أن يلغي المجلس التشريعي للولاية برنامج دعم مكتب الأفلام في يوليو (تموز) 2015. تعاقدت شركة باراماونت في أبريل (نيسان) 2016 مع المصور السينمائي جوناثان سيلا لتصوير الفيلم.

### بامبلبي (2018)
كان فيلم بامبلبي هو الفيلم السادس في سلسلة أفلام المتحولون. تدور أحداث الفيلم في حقبة الثمانينيات من القرن العشرين، وتركز على شخصية بامبلبي. تضمن تصميم وأسلوب الفيلم العناصر المميزة لسلسلة أفلام المتحولون، بالإضافة إلى بعض العناصر والتأثيرات المستوحاة من الجيل الأول لسلسلة ألعاب المتحولون، والذي ظهر في ثمانينيات القرن العشرين. بدأ تصوير فيلم بامبلبي في يوليو (تموز) 2017، وتم تصوير المشاهد بشكل رئيسي في مدن وولايات لوس أنجلوس وسان فرانسيسكو، وكاليفورنيا، ثم صدر الفيلم رسميا في 21 ديسمبر (كانون الأول) 2018، وحقق نجاحا جماهيريا كبيرا كما تلقى مراجعات إيجابية على المستوى النقدي، مما دفع شركة هاسبرو إلى الاستمرار في تطوير هذا النوع من الألعاب.

### صعود الوحوش (2023)
كان المنتج لورينزو دي بونافينتورا يتابع النجاح الذي حققه فيلم بامبلبي، وهو ما حفزه على بدء العمل في إنتاج تكملة للفيلم بدءًا من مارس (آذار) 2019، وهي التكملة التي كشف صناع الفيلم النقاب عنها في يناير (كانون الثاني) 2020 عندما أعلنوا عن التحضير لإنتاج الفيلم السادس من سلسلة المتحولون اعتمادا على نص كتبه جوبي هارولد ونص أخر لجيمس فاندربيلت مستوحى من سلسلة ألعاب حروب الوحوش التي انتجتها شركة هاسبرو. عملت شركة باراماونت بيكتشرز على إنتاج الفيلم بالاشتراك مع شركة هاسبرو وشركة إي ون. اختير المخرج ستيفن كابل جونيور في نوفمبر (تشرين الثاني) 2020 لإخراج الفيلم، وفي أبريل (نيسان) 2021، اختيرت الممثلة دومينيك فيشباك لأداء دور البطولة في الفيلم، كما اختير الممثلأنتوني راموس للعب أحد الأدوار الرئيسية في الفيلم. بدأ تصوير الفيلم في يونيو (حزيران) 2021، وأعلن عن اسم صعود الوحوش باعتباره الاسم الرسمي للفيلم. وفي مايو (أيار) 2022 أعلنت شركة باراماونت عن أن الموعد المحدد لطرح فيلم صعود الوحوش رسميا سيكون في 24 يونيو (حزيران) 2022، ثم تأجل موعد إصدار الفيلم لاحقًا إلى 9 يونيو (حزيران) 2023.

### الأفلام القادمة
كان من المفترض أن تكون هناك تكملة لفيلم الفارس الأخير تصدر في 28 يونيو 2019 حسبما خططت شركة باراماونت، ولكنها عدلت عن إصدار الفيلم بعد النجاح المحدود الذي حققه فيلم الفارس الأخير والمراجعات النقدية السلبية التي تلقاها. وعلى الرغم من ذلك، فقد أكد المنتج لورينزو دي بونافينتورا في تصريحات أدلى بها في مارس (أذار) 2019 أنه يجري العمل على كتابة تكملة لفيلمي الفارس الأخير وبامبلبي، وهي التصريحات التي تم التراجع عنها في وقت لاحق والتأكيد بأن الفيلم الجديد لن يكون تكملة مباشرة للفيلمين.
وفي مارس (أذار) 2021، دخل فيلم آخر مرحلة التطوير عن سيناريو كتبه ماركو راميريز، ومن المفترض أن يتولى إخراجه أنجيل مانويل سوتو، مع استمرار لورينزو دي بونافينتورا ودون مورفي وتوم ديسانتو في الإنتاج على أن تتولى شركة باراماونت توزيع الفيلم بالتعاون مع شركة إي ون. ومن المتوقع أن تدور أحداث الفيلم بشكل منفصل عن الأفلام السابقة.
وفي فبراير (شباط) 2022 كشفت شركة باراماونت خلال الحدث الذي أقامه مجموعة مستثمرو فياكوم سي بي إس أن فيلم صعود الوحوش سيكون بمثابة الجزء الأول من ثلاثية أفلام جديدة، ثم صرح المنتج لورينزو دي بونافينتورا في يونيو (حزيران) 2023، صرح أن الأجزاء المرتقبة ستتضمن إدخال عناصر وشخصيات من جي آي جو تدريجيا إلى السلسلة قبل أن تتقاطع سلسلة أفلام المتحولون بشكل صريح مع سلسلة جي آي جو. كما ذكر المخرج ستيفن كابل جونيور أن المناقشات شملت إضافة فصائل جديدة من المتحولين قادمة من كواكب أخرى إلى السلسلة. كان صانع الفيلم قد أبدى اهتمامه من قبل باستكشاف أصول المتحولين بشكل أكبر، وتمنى تضمين المزيد من التفاصيل حول مبتكرهم بريموس في الأفلام التي سيتم إنتاجها في المستقبل.

## التقاطع مع السلاسل الأخرى
عندما صدر فيلم الانتقام ضمن سلسلة أفلام جي أي جو في مارس (آذار) 2013، كشف المنتج لورينزو دي بونافينتورا أن استوديو باراماونت يخطط لتطوير فيلم تتضمن حبكته تقاطعا بين سلسلة أفلام المتحولون وسلسلة أفلام جي أي جو. وبدوره عبر المخرج جون إم. تشو مخرج فيلم الانتقام في 26 يوليو (تموز) 2013 عن رغبته في إخراج فيلم تتقاطع كلتا السلسلتين في حبكته.
تعاقدت شركة شركة باراماونت في مارس (آذار) 2015 مع كاتب السيناريو الحائز على جائزة الأوسكار أكيفا غولدسمان لتجميع فريق من الكتاب، والإشراف عليهم لتكون مهمتهم الأساسية هي تقديم أفكار لأفلام مستقبلية تحول سلسلة اأفلام المتحولون إلى عالم سينمائي كامل. ضم فريق الكتاب كل من روبرت كيركمان، وآرت ماركوم ومات هولواي، وزاك بن، وجيف بينكنر، وأندرو بارير، وغابرييل فيراري، وكريستينا هودسون، وليندسي أندرسون بير، وكين نولان، وجينيفا روبرتسون-دوريت، وستيفن ديكنيت. وبالفعل، قدم الفريق اثني عشر قصة مقترحة، ثم عكف أكيفا غولدسمان مع مايكل بي والمنتجين ستيفن سبيلبرغ ولورنزو دي بونافينتورا على بحث إمكانية إنتاج هذه القصص. لم يكمل أكيفا غولدسمان مشروعه مع باراماونت وانسحب رسميا من فريق الكتابة في أغسطس 2017 بعد ردود الأفعال السلبية التي تلقاها لفيلم الفارس الأخير، والذي كان أكيفا غولدسمان مشاركا في كتابته. دفع النجاح الكبير الذي حققه فيلم بامبلبي والآراء النقدية الإيجابية التي تلقاها منتج الفيلم لورينزو دي بونافينتورا في ديسمبر (كانون الأول) 2018 إلى الكشف عن رغبته في إحداث بعض التغييرات على مستوى الحبكة والأسلوب والإيقاع في الأفلام القادمة من السلسلة، ومن بين هذه التغييرات أن تتضمن بعض الأفلام تقاطعا مع سلاسل أخرى. وفي يوليو (تموز) 2021 كانت شركة باراماونت قد عاودت التفكير في إنتاج فيلم يحتوي على حبكة تتقاطع فيها سلسلة المتحولون مع سلسلة أفلام جي آي جو إلى حيز التطوير مرة أخرى، ولكن لم تدخل هذه الفكرة إلى حيز التفكير بالفعل إلا في أبريل (نيسان) 2024 عندما تعاقدت الشركة مع ديريك كونولي لكي يبدأ في كتابة الفيلم الجديد اعتبارا من يونيو (حزيران) 2024، وهو الفيلم الذي تتقاطع أحداثه وشخصياته مع أحداث وشخصيات سلسلة أفلام جي إي جو بحسب التصريحات التي أدلى بها المنتج لورنزو دي بونافينتورا إلى موقع كولايدر.

## الأفلام القصيرة
| اسم العمل                            | تاريخ الصدور في الولايات المتحدة الأمريكية | المخرجون                                                | كتاب السيناريو           | المؤلفون          | المنتجون                                                                   |
| ------------------------------------ | ------------------------------------------ | ------------------------------------------------------- | ------------------------ | ----------------- | -------------------------------------------------------------------------- |
| المتحولون: البدايات                  | 16 أكتوبر 2007                             | كريغ س. فيليبس، وهارولد هايس جونيور، ومايكل وايت جونيور | كريس ريال، وسيمون فورمان | كريس ريال         | جوشوا فوستر                                                                |
| العميل بيرنز: مرحبًا بكم في القطاع 7  | 2 أبريل 2019                               | ترافيس نايت                                             | كريستينا هودسون          | كريستينا هودسون   | دون مورفي، وتوم ديسانتو، ولورنزو دي بونافينتورا، ومايكل بي، ومارك فاراديان |
| مغامرات القطاع 7: المعركة في هاف دوم | 2 أبريل 2019                               | ليسا ميليت، وجوناثان بيزا                               | جوردان ب. غورفنكل        | جوردان ب. غورفنكل | تيلر ثورنبيرغ، ومايكل بروسنان                                              |

### المتحولون: البدايات(2007)
يُعتبر فيلم الرسوم المتحركة القصير المتحولون: البدايات بمثابة مقدمة لأفلام السلسلة، وقد صدر الفيلم بشكل منفصل على أقراص الدي في دي في أكتوبر (تشرين الأول) 2007. يصور الفيلم وصول ميغاترون إلى الأرض، واكتشاف أرشيبالد ويتويكي بعد 4 ملايين سنة، ثم ينتقل الفيلم القصير إلى عام 2003 فيصور وصول بامبلبي إلى الأرض، وملاحقة القطاع 7 له.

### أرشيف القطاع 7(2019)
صدر في عام 2019 فيلمين قصيرين بعنوان «أرشيف القطاع 7» ضمن الإصدار المنزلي لفيلم بامبلبي.

### العميل بيرنز: مرحبًا بكم في القطاع 7(2019)
في عام 2019 صدر مقطع فيديو قصير بعنوان «العميل بيرنز: مرحبًا بكم في القطاع 7» وهو فيديو يخاطب فيه العميل بيرنز الموظفين الجدد.

### مغامرات القطاع 7: المعركة في هاف دوم(2019)
صدر «مغامرات القطاع 7: المعركة في هاف دوم» في عام 2019، وهو فيلم رسوم متحركة قصير تدور أحداثه بعد عامين من أحداث فيلم بامبلبي، ويصور الصراع ما بين بامبلبي وساوندويف الذي هاجم القطاع 7.

## الحلقات المسلسلة على الويب
| السلسلة                          | الموسم | الحلقات | الحلقات | الأصلي        | الأصلي         |
| السلسلة                          | الموسم | الحلقات | الحلقات | الأول         | الأخير         |
| -------------------------------- | ------ | ------- | ------- | ------------- | -------------- |
| المتحولون: مهام سيبرانية         | 1      | 13      | 13      | 21 يناير 2010 | 29 سبتمبر 2010 |
| الحياة الأولى لبامبلبي على الأرض | 1      | 3       | 3       | 20 مارس 2019  | 11 أبريل 2019  |

### المتحولون: مهام سيبرانية(2010)
كانت حلقات «متحولون: مهام سيبرانية» عبارة عن مسلسل قصير مكون من 13 حلقة بث لأول مرة عبر شبكة الإنترنت على موقع هاسبرو الإلكتروني في عام 2010، ثم أعيد بثه على قناة المتحولون الرسمية على اليوتيوب في عام 2011، وتدور أحداثه خلال الفترة الزمنية ما بين أحداث فيلم انتقام الساقطين وأحداث فيلم الجانب المظلم للقمر. أنتجت استوديوهات تي جي الحلقات خلال ثلاثة أشهر فقط.

### حياة بامبلبي الأولى على الأرض(2019)
بثت حلقات «الحياة الأولى لبامبلبي على الأرض» عبر الحساب الياباني الرسمي لشركة باراماونت على موقع إكس (تويتر سابقا)، وكانت الحلقات عبارة عن إعادة سرد طويلة من ثلاث حلقات للنصف الأول من فيلم بامبلبي دون أي حرق للأحداث.

## طواقم العمل والشخصيات
| اسم الفيلم          | التأليف الموسيقي | التصوير السينمائي |                                                                                   | الإنتاج                                                                                              | التوزيع                                | مدة الفيلم  |           |
| ------------------- | ---------------- | ----------------- | --------------------------------------------------------------------------------- | --- | -------------------------------------- | ----------- | --------- |
| المتحولون           | ستيف جابلونسكي   | ميتشيل أموندسين   | بول روبل، غلين سانتلبوري، وتوماس أ. مولدون                                        | باراماونت بيكتشرز، وهاسبرو، ودي بونافنتورا بيكتشرز                                                   | دريم ووركس بيكتشرز، وباراماونت بيكتشرز | 143 دقيقة   |           |
| انتقام الساقطين     | ستيف جابلونسكي   | بن سيريسين        | روجر بارتون، وبول روبل، وجويل نيغرون، وتوماس مولدون                               | باراماونت بيكتشرز، وهاسبرو، ودي بونافنتورا بيكتشرز                                                   | دريم ووركس بيكتشرز، وباراماونت بيكتشرز | 150 دقيقة   |           |
| الجانب المظلم للقمر | ستيف جابلونسكي   | أمير مكري         | روجر بارتون،                                                                      | باراماونت بيكتشرز، وهاسبرو، ودي بونافنتورا بيكتشرز                                                   | باراماونت بيكتشرز                      | 154 دقيقة   |           |
| عصر الانقراض        | ستيف جابلونسكي   | أمير مكري         | روجر بارتون، وويليام جولدنبيرج، وبول روبل                                         | باراماونت بيكتشرز، وهاسبرو، ودي بونافنتورا بيكتشرز                                                   | باراماونت بيكتشرز                      | 165 دقيقة   |           |
| الفارس الأخير       | ستيف جابلونسكي   | جوناثان سيلا      | مارك سانغر، وجون ريفوا، وديبرا نايل فيشر، وروجر بارتون، وآدم غيرشتيل، وكالفن ويمر | باراماونت بيكتشرز، وهاسبرو، ودي بونافنتورا بيكتشرز                                                   | باراماونت بيكتشرز                      | 154 دقيقة   |           |
| بامبلبي             | داريو ماريانيللي | إنريك شدياك       | بول روبل                                                                          | باراماونت بيكتشرز، وهاسبرو، ودي بونافنتورا بيكتشرز، وتينسنت بيكتشرز، وبي فيلمز                       | باراماونت بيكتشرز                      | ، وبي فيلنز | 114 دقيقة |
| صعود الوحوش         | جونغنيك بونتيمبس | إنريك شدياك       | ويليام جولدنبيرج، وجويل نيغرون                                                    | باراماونت بيكتشرز، وهاسبرو، ودي بونافنتورا بيكتشرز، وسكايدانس ميديا، ونيو ريبابلك بيكتشرز، وبي فيلمز | باراماونت بيكتشرز                      | 127 دقيقة   |           |

## الاستقبال

### الإيرادات في شباك التذاكر
| الفيلم              | تاريخ الصدور                 | إيرادات شباك التذاكر | إيرادات شباك التذاكر | إيرادات شباك التذاكر | الميزانية                | المرجع                  |
| الفيلم              | تاريخ الصدور                 | في أمريكا الشمالية   | في باقي المناطق      | إجمالي الإيرادات     | الميزانية                | المرجع                  |
| ------------------- | ---------------------------- | -------------------- | -------------------- | -------------------- | ------------------------ | ----------------------- |
| المتحولون           | 3 يوليو (تموز) 2007          | $319,246,193         | $390,463,587         | $709,709,780         | 150 مليون دولار أمريكي   | [ 146 ]                 |
| انتقام الساقطين     | 24 يونيو (حزيران) 2009       | $402,111,870         | $434,191,823         | $836,303,693         | 200 مليون دولار أمريكي   | [ 147 ]                 |
| الجانب المظلم للقمر | 29 يونيو (حزيران) 2011       | $352,390,543         | $771,403,536         | $1,123,794,079       | 195 مليون دولار أمريكي   | [ 148 ]                 |
| عصر الانقراض        | 27 يونيو (حزيران) 2014       | $245,439,076         | $858,614,996         | $1,104,054,072       | 210 مليون دولار أمريكي   | [ 149 ]                 |
| الفارس الأخير       | 21 يونيو (حزيران) 2017       | $130,168,683         | $475,256,474         | $605,425,157         | 217 مليون دولار أمريكي   | [ 150 ] [ 151 ] [ 152 ] |
| بامبلبي             | 21 ديسمبر (كانون الأول) 2018 | $127,195,589         | $340,794,056         | $467,989,645         | 135 مليون دولار أمريكي   | [ 153 ]                 |
| صعود الوحوش         | 9 يونيو (حزيران) 2023        | $157,066,392         | $284,314,801         | $441,381,193         | 200 مليون دولار أمريكي   | [ 154 ] [ 155 ]         |
| المجموع             | المجموع                      | $1٬733٬618٬346       | $3٬555٬039٬273       | $5٬288٬657٬619       | 1.307 مليار دولار أمريكي |                         |

### تقييم النقاد والجمهور
| اسم الفيلم          | تقييم النقاد     | تقييم النقاد   | تقييم الجمهور | تقييم الجمهور |
| اسم الفيلم          | روتن توميتوز     | ميتاكريتيك     | سينماسكور     |               |
| ------------------- | ---------------- | -------------- | ------------- | ------------- |
| المتحولون           | 57% (229 مراجعة) | 61 (35 مراجعة) | A             |               |
| انتقام الساقطين     | 20% (250 مراجعة) | 35 (32 مراجعة) | B+            |               |
| الجانب المظلم للقمر | 35% (266 مراجعة) | 42 (37 مراجعة) | A             |               |
| عصر الانقراض        | 18% (216 مراجعة) | 32 (38 مراجعة) | A−            |               |
| الفارس الأخير       | 16% (258 مراجعة) | 27 (47 مراجعة) | B+            |               |
| بامبلبي             | 91% (254 مراجعة) | 66 (39 مراجعة) | A−            |               |
| صعود الوحوش         | 52% (226 مراجعة) | 42 (51 مراجعة) | A–            |               |